# مؤسسة الحاج ادريس سورجي الخيرية
مؤسسة الحاج ادريس سورجي الخيرية (بالإنجليزية: HISCF-Haji Idrees Surchy Charity Foundation)‏ هي مؤسسة غير ربحية مقرها الرئيسي في محافظة أربيل، كورستان العراق. تركز استراتيجياتها على الصحة والتعليم والبيئة والاستجابة للأزمات وحالات الطوارئ والقضاء على الفقر على المستويات المحلية والإقليمية والعالمية. تأسست في عام 2012 من قبل الحاج إدريس سيودی ، بعد ذلك تم تأسيسه رسميًا في عام 2014 من قبل إدارة المنظمات غير الحكومية في وزارة الداخلية التابعة لأقليم كوردستان العراق.

## انشطة المؤسسة

### قطاع التعليم[2]
تتبنى المؤسسة التدريب المهني والصناعي كاستراتيجية رئيسية في مبادرتها المتعلقة بالتعليم وكذلك توفير احتياجات قطاع التعليم.
- تقديم منح دراسية للتعليم العالي لطلبة الأسر الفقيرة.[4]
- توفير فرص التدريب لطلبة الكلية.
- تجديد المدارس.
- تجهيز المدارس بالتجهيزات التعليمية.
- توزيع القرطاسية على الطلاب سنويًا.
- توفير الطرود الغذائية والوجبات الغذائية للطلاب القاطنين بالمهاجع.[5]

### قطاع الرعاية الصحية
يغطي نهج المؤسسة المجالات التالية من الرعاية الصحية: العلاج الجراحي ، ومساعدة ذوي الاحتياجات الخاصة ، وبناء المستشفيات.
- بناء مستشفى طوارئ 42 سريراً في منطقة حرير ضمن محافظة أربيل.[1]
- توريد 10 أجهزة تنفس Bipap إلى مركز COVID-19 في محافظة أربيل خلال أزمة كورونا.
- تطهير الأماكن العامة خلال أزمة فيروس كورونا ، وتوفير أقنعة الوجه لآلاف من الناس في اربيل.
- توفير الرعاية الطبية ورسوم العمليات لمئات المرضى.

### قطاع البيئة
- توفير مصادر مياه نظيفة للعديد من القرى حول مدينة أربيل.
- زراعة 5000 شجرة في مناطق مختلفة من محافظة اربيل بالشراكة مع وزارة البيئة من خلال (منع تغير المناخ) .
- مشروع مهرجان الحفاظ على البيئة في مدن مختلفة في المنطقة لتعريف الناس على ثقافة رعاية البيئة.

### المجتمع[7]
خلق تنمية مستدامة في المجتمع.  تعزيز الرفاه المادي والمادي للأشخاص المحتاجين والعائلات الفقيرة.
- مساعدات نقدية شهرية لألف أسرة فقيرة في الإقليم.
- مساعدات نقدية لأكثر من 1000 أسرة كل عام.
- توفير طرود غذائية لآلاف الأسر الفقيرة كل عام.[10]
- توزيع كمية مناسبة من اللحم البقري على عائلات الأحياء السكنية الفقيرة في أربيل.
- التوزيع السنوي للتمور في بداية شهر رمضان.
- تأمين المحروقات لأسر الأحياء السكنية الفقيرة في أربيل خلال فصل الشتاء.

### اللاجئون والمشردون داخليا
- العمل لمدة 3 سنوات باستمرار في مخيمات النازحين واللاجئين وتوفير الغذاء ومستلزمات الحياة لسكان المخيمات.
- إمداد مخيم سنجار للنازحين بمولدات كهربائية وإمداد سكانها بضروريات الحياة اليومية.
- توفير الإسعافات الأولية والمياه النظيفة للنازحين في كركوك وخورماتو.

### التنمية البشرية
- بناء وإثراء مهارات العمل الشبابي من خلال دورات تدريبية مهنية مختلفة في مجالات مهارات العمل المعاصرة.
- تأمين نفقات الزواج لمئات الشباب في المنطقة.
- دعم مئات الأطفال الأيتام معنوياً ومالياً كل عام.
- دعم المئات من النساء في المعتقلات ماديا ومعنويا.

## وصلات خارجية
الموقع الرسمي للمؤسسة